# Santo Varni
Santo Varni (ur. 1 listopada 1807 w Genui, zm. 11 stycznia 1885 tamże) – włoski rzeźbiarz, związany z Ligurią. Kierownik katedry rzeźby w Accademia Ligustica di Belle Arti (1838–1885), autor ponad 40 grobowców na cmentarzu Staglieno.

## Życiorys i twórczość
Santo Varni urodził się w Genui 1 listopada 1807 roku. Karierę zawodową rozpoczął jako chłopiec na posyłki u pewnego złotnika, następnie terminował u snycerza. W 1821 roku rozpoczął naukę w Accademia Ligustica pod kierunkiem Giuseppe Gagginiego, kontynuując ją we Florencji pod kierunkiem Lorenza Bartoliniego, którego był ulubionym uczniem. Po powrocie w rodzinne strony stał się popularyzatorem stylu swego mistrza, zwłaszcza po 1837 roku, kiedy został powołany, by objąć po Gagginim katedrę rzeźby w Accademia Ligustica, na którym to stanowisku pozostawał aż do śmierci. Jako płodny artysta zrealizował liczne prace w Genui, w tym płaskorzeźbę Madonna i Święci w kościele Santissima Annunziata del Vastato; różne grobowce, najpierw w kościele Santissima Concezione, potem na cmentarzu Staglieno (ponad 40 prac), w tym: nagrobek rodziny Bracelli Spinola, z 1864 roku, nagrobek Andrei Tagliacane z około 1870 roku, nagrobek rodu De Asarta z 1879 roku. Przede wszystkim jednak był autorem wysokiego na 9 m posągu Wiara, zrealizowanego w latach 1866–1875 i ustawionego przed Panteonem cmentarza.
Z rzeźb świeckich zrealizował posąg Roztropność dla pomnika Krzysztofa Kolumba; posągi dla różnych budynków na fasadzie Teatro Comunale w Savonie, pomnik generała D. Chiodo w Spezii, grób L. Caniny w kościele Santa Croce we Florencji; posąg Emanuela Filiberta w Palazzo Reale w Turynie i grób królowej Marii Teresy w bazylice Superga. Zrealizował też szereg pomników nagrobnych i podobizny świętych w różnych miejscowościach w Europie i Ameryce Południowej oraz liczne popiersia, a zwłaszcza dynastii sabaudzkiej. W jego pracach uwidocznił się wpływ Bartoliniego. Santo Varni był również pisarzem i badaczem historii sztuki włoskiej oraz zapalonym kolekcjonerem. Zmarł 11 stycznia 1885 roku w Genui.

## Spuścizna artystyczna
Dorobek rzeźbiarski Santa Varniego stał się, zwłaszcza po roku 1838, punktem odniesienia dla kilku pokoleń rzeźbiarzy, nie tylko w Genui, końca XIX i początku XX wieku. Wywarł wpływ na język rzeźbiarski, zamknięty do tego czasu w klasycyzmie, uważanym przez wielu krytyków za przestarzały, wprowadzając do niego nowe elementy, zaczerpnięte z romantyzmu, nie wolne jednak od wpływów naturalistycznych.
W 2010 roku gmina Genua nabyła obszerny i wyjątkowy zbiór 750 rysunków i 11 rzeźb Santa Varniego, podarowany miastu przez Marca Fabia Apolloniego.

## Dzieła Santa Varniego na Cimitero Monumentale di Staglieno

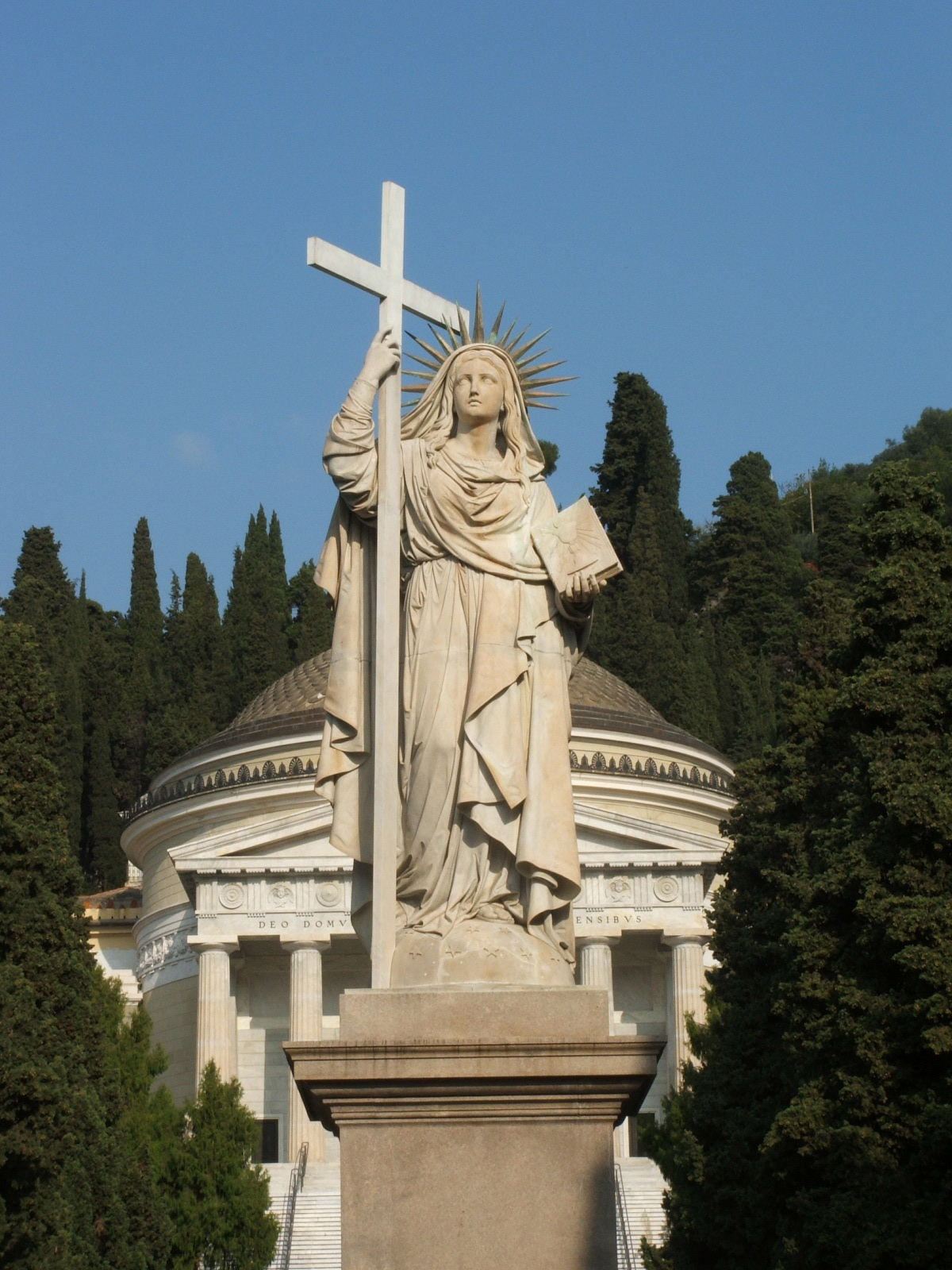
Wiara, 1866–1875
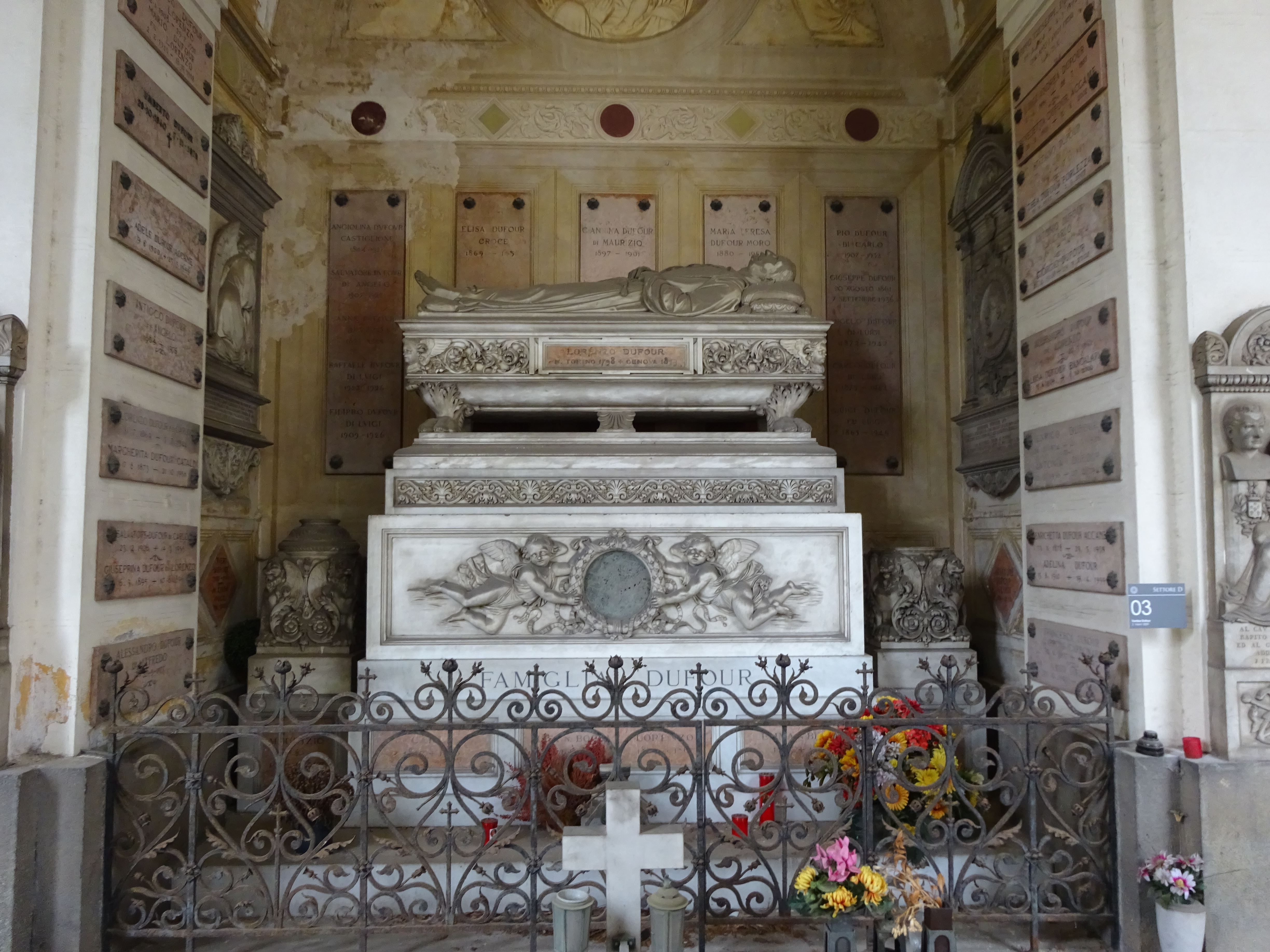
Grobowiec rodu Dufour, 1859
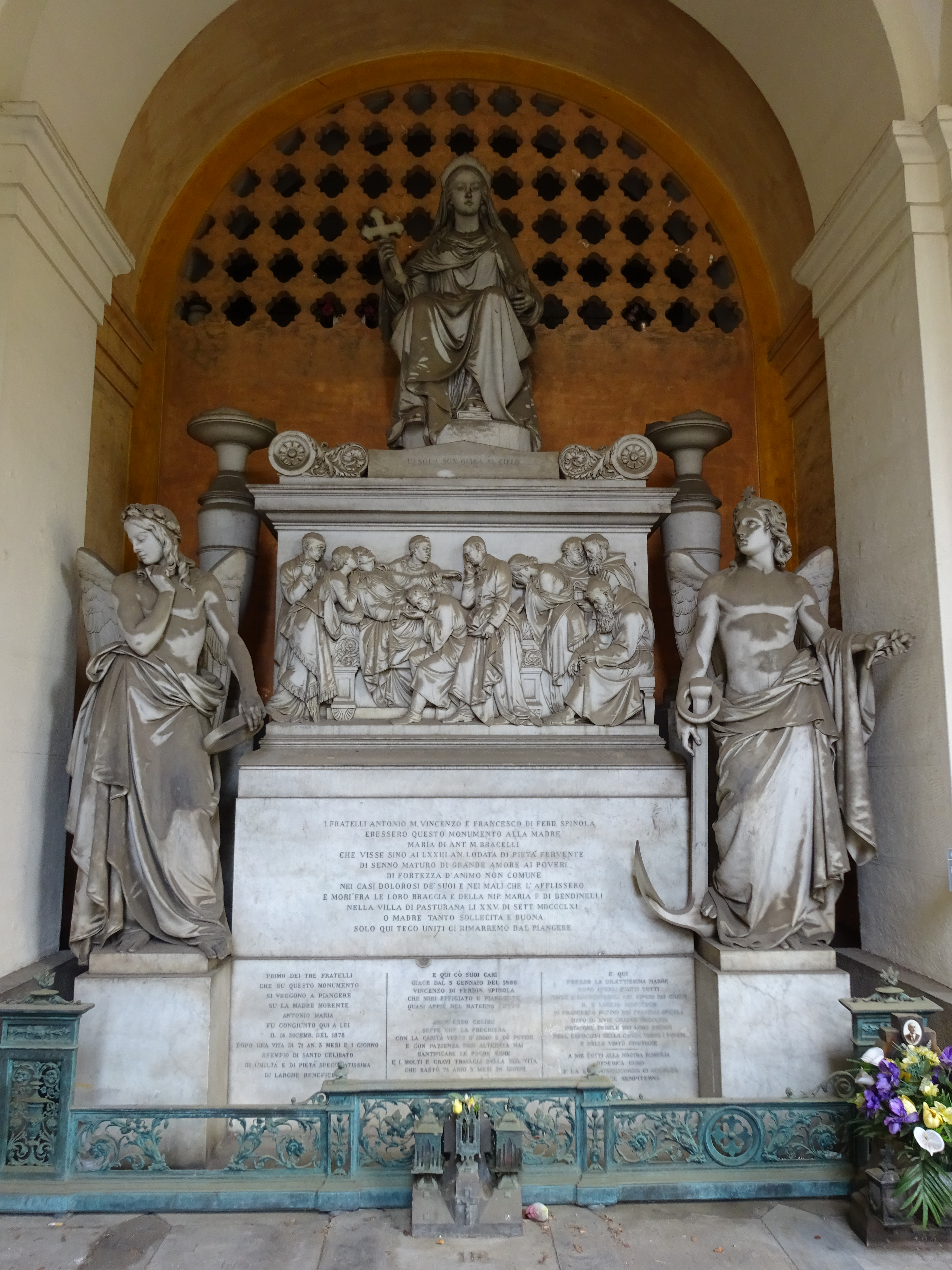
Grobowiec rodziny Bracelli Spinola,1864
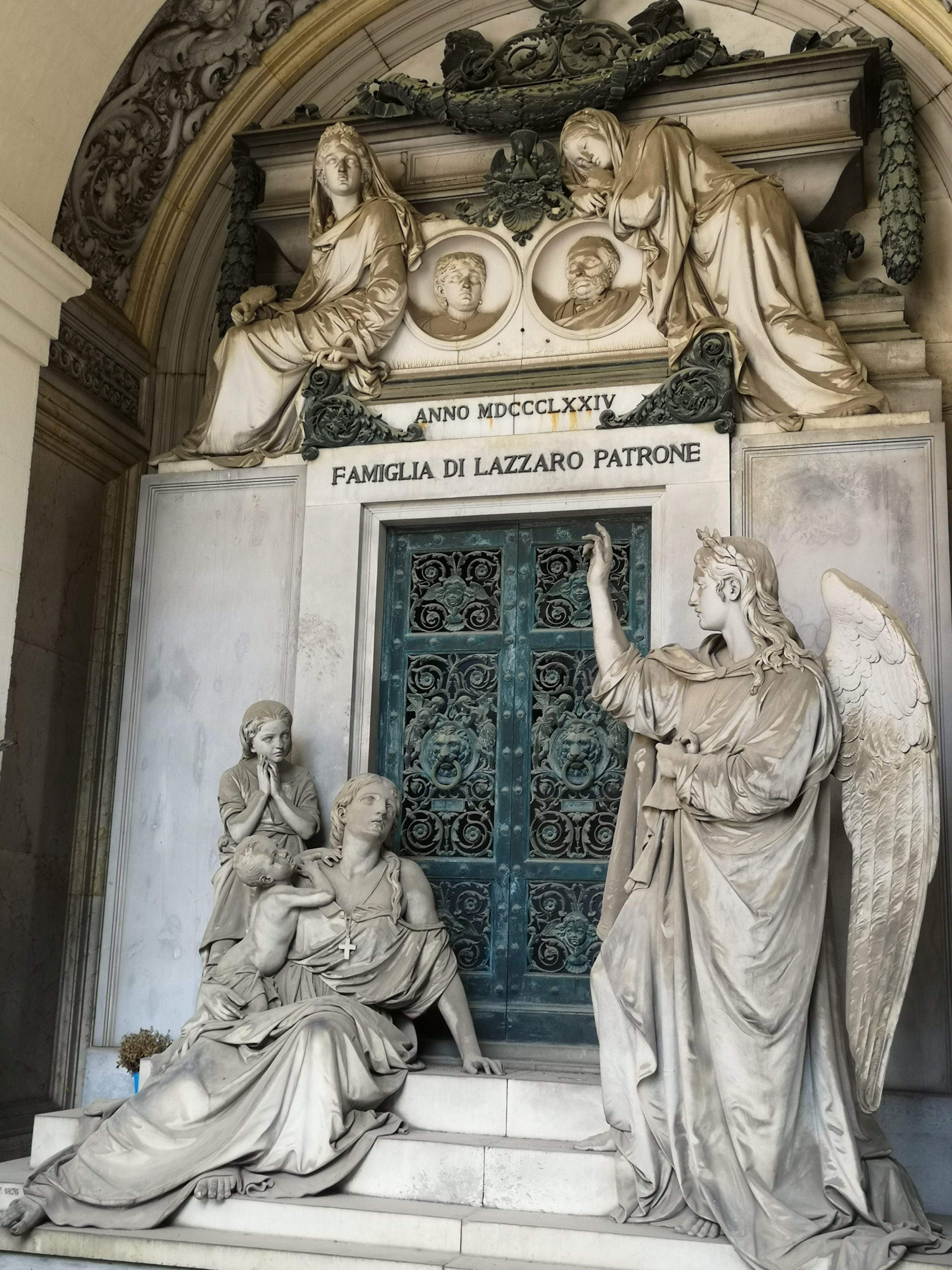
Grobowiec rodziny Lazzara Patrone, 1876
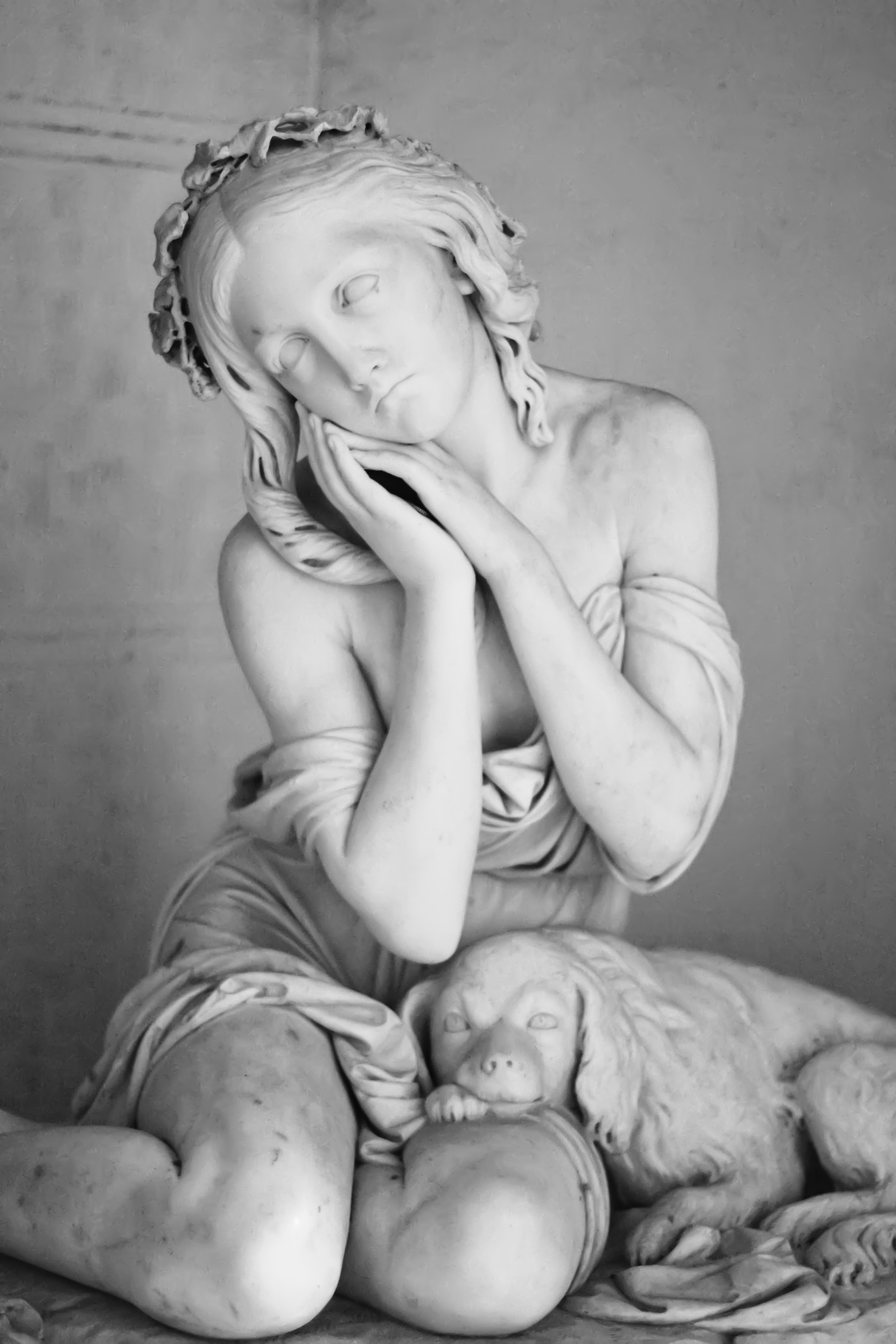
Grobowiec Giuditty Varni (żony artysty), 1875
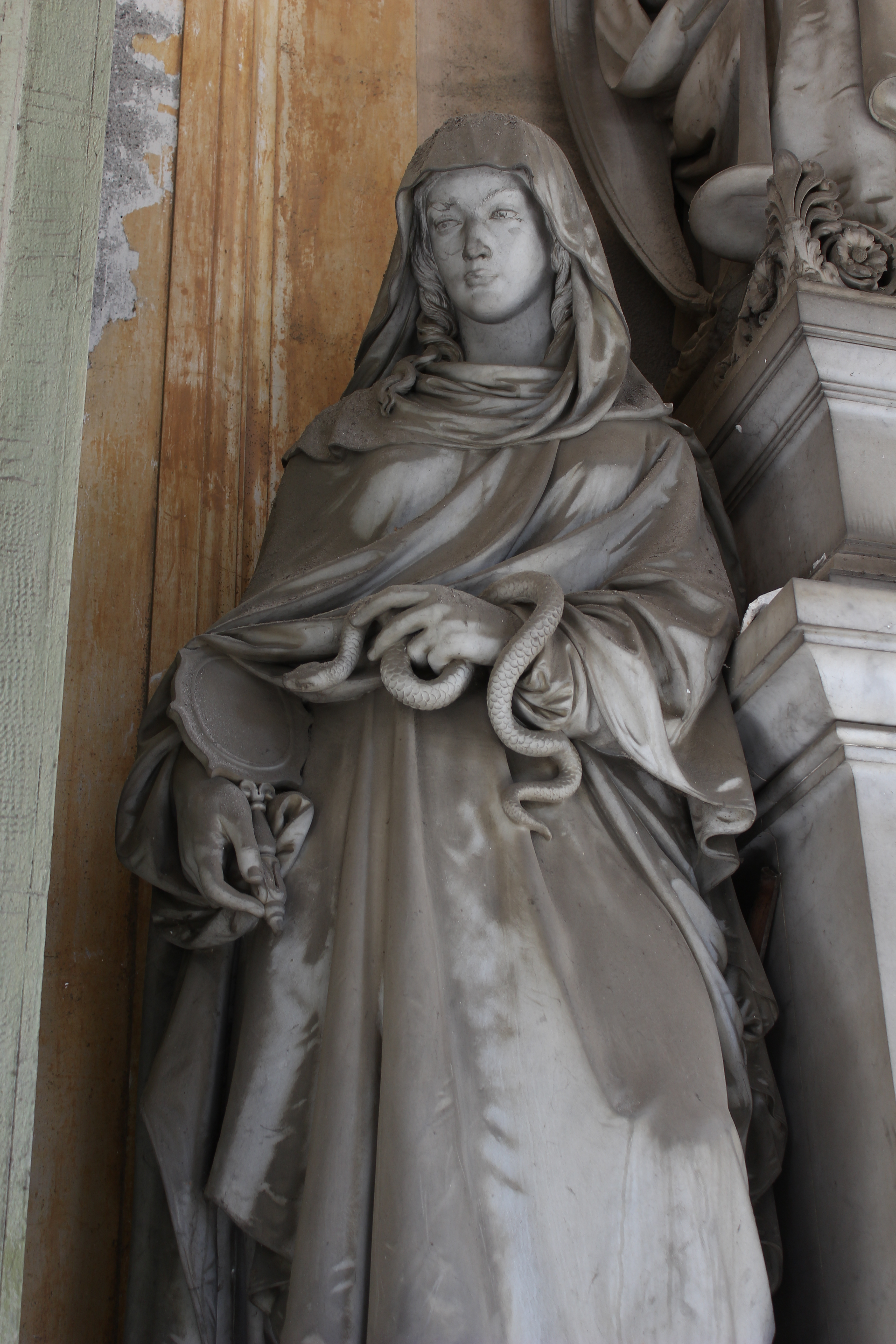
Grobowiec rodziny Carla De Asarty, 1879